# Baryssinus marcelae
Baryssinus marcelae là một loài bọ cánh cứng trong họ Cerambycidae.